# Le Défi des MacKenna
Pour plus de détails, voir Fiche technique et Distribution.
Le Défi des MacKenna (La sfida dei MacKenna) est un western spaghetti italo-espagnol sorti en 1970, réalisé par León Klimovsky.

## Synopsis
Chris, un jeune vagabond, est impliqué dans une histoire de vengeance familiale. Don Diego, un éleveur mexicain sans scrupule, fait tuer le fiancé de sa fille. La colère du père repose ensuite sur Jones qui doit venger son frère.

## Fiche technique
- Titre français : Le Défi des MacKenna
- Titre original italien : La sfida dei MacKenna
- Titre espagnol : Un dólar y una tumba[1]
- Genre : Western spaghetti
- Réalisation : León Klimovsky
- Scénario : Antonio Valder, León Klimovsky, Edoardo Mulargia, Pedro Gil Paradela
- Production : José Frade pour Atlántida Films, Filmar Compagnia Cinematografica
- Photographie : Francisco Sánchez
- Montage : Pablo G. del Amo, Juan Pisón
- Effets spéciaux : Pablo Pérez
- Musique : Francesco De Masi
- Décors : Emilio Zago
- Année de sortie : 1970
- Durée : 101 minutes
- Format d'image : 2.35:1
- Langue : italien, espagnol
- Pays de production :  Italie,  Espagne
- Distribution en Italie : Indipendenti Regionali
- Date de sortie en salle en France : 3 mai 1972[2]

## Distribution
- Robert Woods : Chris
- John Ireland : Jones
- Annabella Incontrera : Maggie
- Roberto Camardiel : Don Diego
- Mariano Vidal Molina : Ed Gray
- Daniela Giordano : Barbara